# Рассел, Фрэнсис, 5-й герцог Бедфорд
Фрэнсис Рассел (англ. Francis Russell; 23 июля 1765 — 2 марта 1802, Уобёрн-Эбби, Бедфордшир, Великобритания) — британский аристократ и политический деятель из партии вигов, 10-й барон Рассел, 4-й барон Хоуленд, 9-й граф Бедфорд, 5-й маркиз Тависток, 5-й герцог Бедфорд с 1771 года. Занимался застройкой лондонского квартала Блумсбери. Умер неженатым и бездетным, так что семейные титулы перешли к его младшему брату Джону Расселу.

## Биография

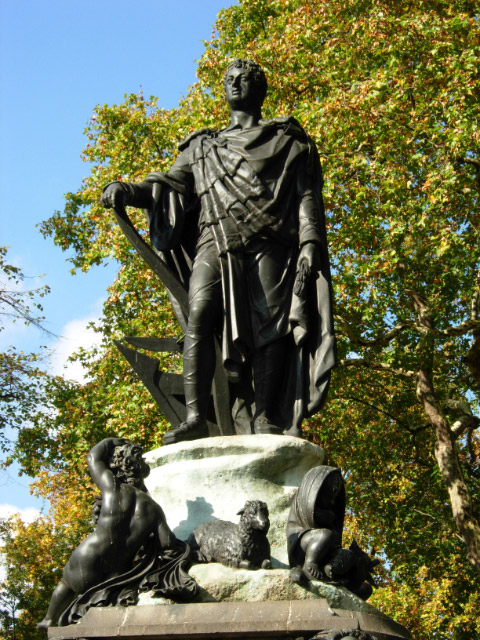
Фрэнсис Рассел. Статуя работы Ричарда Уэстмакота на Рассел-сквер

Фрэнсис Рассел родился 23 июля 1765 года и стал старшим сыном Фрэнсиса Рассела, маркиза Тавистока, наследника Джона Рассела, 4-го герцога Бедфорда, и его жены Элизабет Кеппел. Ребёнка крестили 20 августа 1765 года в Сент-Джайлз-ин-Филдс.
В январе 1771 года Фрэнсис стал преемником своего деда в качестве 5-го герцога Бедфорда. Он получил образование в Вестминстерской школе и Тринити-колледже в Кембридже, после этого почти два года провёл в путешествии по Европе. Во время поездки в 1784 году герцог был вовлечён в любовную связь с Чарльзом Мейнардом, 2-м виконтом Мейнардом, и его женой Энн; эта связь, одобренная бабкой Фрэнсиса, продолжалась до 1787 года.
В Палате лордов герцог присоединился к вигам и стал одним из ведущих ораторов. Он поддерживал Чарльза Джеймса Фокса, принадлежал к окружению принца Уэльского (впоследствии короля Георга IV), выступал против большинства мер, предлагаемых правительством Уильяма Питта Младшего. Известно, что в 1795 году, когда был введён налог на пудру для волос, Бедфорд в знак протеста отказался от традиционной причёски с напудренными волосами и сделал себе короткую стрижку.
Герцог умер в своём поместье Уобёрн-Эбби 2 марта 1802 года и был похоронен в Бедфордской часовне в церкви Святого Михаила в Ченисе, Бакингемшир. Он так и не женился, и семейные титулы унаследовал его младший брат Джон, ставший 6-м герцогом Бедфордом.
Рассел интересовался сельским хозяйством. Он основал образцовую ферму в своём поместье Уобёрн-Эбби, где проводил эксперименты по разведению овец; герцог стал членом Совета по сельскому хозяйству и первым президентом Смитфилдского клуба. В том же поместье он основал конный завод. Скакуны Бедфорда выигрывали Дерби в 1788 (Игер), 1789 (Skyscraper), 1794 (имя скакуна неизвестно) годах.
Герцог внёс большой вклад в развитие центрального Блумсбери в Лондоне. После сноса Бедфорд-хауса на северной стороне Блумсбери-сквера он поручил Джеймсу Бертону превратить эту часть города в жилой район, а Хамфри Рептону озеленить площадь. В 1807 году в Блумсбери появилась статуя Рассела работы Ричарда Уэстмакота. Она изображает Рассела земледельцем, держащим в одной руке плуг, в другой — колосья кукурузы, а у его ног стоят овцы. Герцог смотрит на землю, которую освоил, в сторону Блумсбери-сквер.